# 中华人民共和国农业农村部
中华人民共和国农业农村部，简称农业农村部，是中华人民共和国国务院的组成部门之一。
农业农村部主要负责统筹研究和组织实施“三农”工作战略、规划和政策，监督管理种植业、畜牧业、渔业、农垦、农业机械化、农产品质量安全，负责农业投资管理等工作。

## 沿革
1949年10月，成立中央人民政府农业部。1954年改为中华人民共和国农业部。
1970年6月22日，中共中央决定，撤销农业部、林业部和水产部，设农林部。
1979年2月23日，第五届全国人大常委会第六次会议决定，撤销农林部，分设农业部和林业部。
1982年5月4日，国务院机构改革，将农业部、农垦部、国家水产总局合并设立农牧渔业部。
1988年4月，根据国务院机构改革方案，撤销农牧渔业部，设立农业部。
2018年3月17日第十三届全国人民代表大会第一次会议通过《第十三届全国人民代表大会第一次会议
关于国务院机构改革方案的决定》，批准《国务院机构改革方案》。方案规定：“组建农业农村部。将农业部的职责，以及国家发展和改革委员会的农业投资项目、财政部的农业综合开发项目、国土资源部的农田整治项目、水利部的农田水利建设项目等管理职责整合，组建农业农村部，作为国务院组成部门。将农业部的渔船检验和监督管理职责划入交通运输部。不再保留农业部。”
2018年4月3日，新组建的农业农村部由国务院副总理胡春华正式揭牌成立。
2019年8月26日，国家主席习近平根据第十三届全国人大常委会的决定签署中华人民共和国主席令第三十二号，公布《全国人民代表大会常务委员会关于修改〈中华人民共和国土地管理法〉、〈中华人民共和国城市房地产管理法〉的决定》，将全国农村宅基地改革和管理职责由中华人民共和国自然资源部划归农业农村部。《中华人民共和国土地管理法》第六十二条第四款修改为“国务院农业农村主管部门负责全国农村宅基地改革和管理有关工作。”
2020年8月31日，根据国家发展改革委《关于全面推开行业协会商会与行政机关脱钩改革的实施意见》（发改体改〔2019〕1063号），原由农业农村部（含原农业部）主管的中国种子协会、中国奶业协会等38家行业协会（商会）与农业农村部分离，依法直接登记、独立运行，剥离行政职能，不再设置业务主管单位。取消对其的直接财政拨款，通过政府购买服务等方式支持其发展。
2023年3月11日，第十四届全国人民代表大会第一次会议通过《第十四届全国人民代表大会第一次会议关于国务院机构改革方案的决定》，批准《国务院机构改革方案》。方案规定：“优化农业农村部职责。为统筹抓好以乡村振兴为重心的“三农”各项工作，加快建设农业强国，整体推动农业全面升级、农村全面进步、农民全面发展，把国家乡村振兴局的牵头开展防止返贫监测和帮扶，组织拟订乡村振兴重点帮扶县和重点地区帮扶政策，组织开展东西部协作、对口支援、社会帮扶，研究提出中央财政衔接推进乡村振兴相关资金分配建议方案并指导、监督资金使用，推动乡村帮扶产业发展，推动农村社会事业和公共服务发展等职责划入农业农村部，在农业农村部加挂国家乡村振兴局牌子。不再保留单设的国家乡村振兴局。国家乡村振兴局职责划入农业农村部，要继续加大对脱贫地区和脱贫群众的帮扶力度，全国脱贫攻坚目标任务完成后的过渡期内，有关帮扶政策、财政支持、项目安排保持总体稳定，资金项目相对独立运行管理。” 并将科学技术部的组织拟订科技促进农业农村发展规划和政策、指导农村科技进步职责划入农业农村部。”

## 职责
根据《农业农村部职能配置、内设机构和人员编制规定》，农业农村部承担下列职能：
1. 统筹研究和组织实施“三农”工作的发展战略、中长期规划、重大政策。组织起草农业农村有关法律法规草案，制定部门规章，指导农业综合执法。参与涉农的财税、价格、收储、金融保险、进出口等政策制定。
2. 统筹推动发展农村社会事业、农村公共服务、农。村文化、农村基础设施和乡村治理。牵头组织改善农村人居环境。指导农村精神文明和优秀农耕文化建设。指导农业行业安全生产工作。
3. 拟订深化农村经济体制改革和巩固完善农村基本经营制度的政策。负责农民承包地、农村宅基地改革和管理有关工作。负责农村集体产权制度改革，指导农村集体经济组织发展和集体资产管理工作。指导农民合作经济组织、农业社会化服务体系、新型农业经营主体建设与发展。
4. 指导乡村特色产业、农产品加工业、休闲农业和乡镇企业发展工作。提出促进大宗农产品流通的建议，培育、保护农业品牌。发布农业农村经济信息，监测分析农业农村经济运行。承担农业统计和农业农村信息化有关工作。
5. 负责种植业、畜牧业、渔业、农垦、农业机械化等农业各产业的监督管理。指导粮食等农产品生产。组织构建现代农业产业体系、生产体系、经营体系，指导农业标准化生产。负责双多边渔业谈判和履约工作。负贵远洋渔业管理和渔政渔港监督管理。
6. 负责农产品质量安全监督管理，组织开展农产品质量安全监测、追溯、风险评估。提出技术性贸易措施建议。参与制定农产品质量安全国家标准并会同有关部门组织实施。指导农业检验检测体系建设。
7. 组织农业资源区划工作。指导农用地、渔业水城以及农业生物物种资源的保护与管理，负责水生野生动植物保护、耕地及永久基本农田质量保护工作。指导农产品产地环境管理和农业清洁生产，指导设施农业、生态循环农业、节本农业发展以及农村可再生能源综合开发利用、农业生物质产业发展。牵头管理外来物种。
8. 负责有关农业生产资料和农业投入品的监督管理。组织农业生产资料市场体系建设，拟订有关农业生产资料国家标准并监督实施。制定兽药质量、兽药残留限量和残留檢测方法国家标准并按规定发布。组织兽医医政、兽药药政药检工作，负贵执业兽医和畜禽屠案行业管理。
9. 负责农业防灾减灾、农作物重大病虫害防治工作。指导动植物防疫检疫体系建设，组织、监督国内动植物防疫检疫工作，发布疫情并组织扑灭。
10. 负责农业投资管理。提出农业投融资体制机制改革建议。编制中央投资安排的农业投资项目建设规划，提出农业投资规模和方向、扶持农业农村发展财政项目的建议，按国务院规定权限审批农业投资项目，负责农业投资项目资金安排和监督管理。
11. 推动农业科技体制改革和农业科技创新体系建设。指导农业产业技术体系和农技推广体系建设，组织开展农业领域的高新技术和应用技术研究、科技成果转化和技术推广。负责农业转基因生物安全监督管理和农业植物新品种保护。
12. 指导农业农村人才工作。报订农业农村人才队伍建设规划并组织实施，指导农业教育和农业职业技能开发，指导新型职业农民培育、农业科技人才培养和农村实用人才培训工作。
13. 牵头开展农业对外合作工作。承办政府间农业涉外事务，组织开展农业贸易促进和有关国际交流合作，参与对外援助政策、农业贸易规则拟订及谈判，具体执行有关农业授外项目，组织有关国际公约展约和协定执行。
14. 完成党中央、国务院和中央农村工作领导小组交办的其他任务。

## 机构设置
根据《农业农村部职能配置、内设机构和人员编制规定》，农业农村部设置下列机构：

### 内设机构
- 办公厅（对台湾农业事务办公室）
- 人事司（党组巡视工作领导小组办公室）
- 法规司
- 政策与改革司
- 发展规划司
- 计划财务司
- 种植业管理司（农药管理司）
- 畜牧兽医局
- 渔业渔政管理局
- 乡村产业发展司（农产品加工指导司）
- 乡村建设促进司
- 农村社会事业促进司
- 农村合作经济指导司
- 帮扶司
- 区域协作促进司（革命老区工作办公室）
- 监督检查司
- 市场与信息化司
- 国际合作司
- 科学技术司（农业转基因生物安全管理办公室）
- 农产品质量安全监管司
- 农垦局
- 种业管理司
- 农业机械化管理司
- 农田建设管理司
- 机关党委
- 离退休干部局

### 农业农村部管理的国家局
加挂国家局牌子
- 国家乡村振兴局（副部级）

### 派出机构
- 农业农村部长江流域渔政监督管理办公室
- 中华人民共和国常驻联合国粮农机构代表处

### 直属事业单位
- 农业农村部机关服务中心（农业农村部机关服务局）
- 中国农业科学院[註 1]
- 中国水产科学研究院
- 中国热带农业科学院
- 全国农业展览馆（中国农业博物馆）
- 中国农业电影电视中心
- 农民日报社
- 中国农村杂志社
- 全国乡村振兴宣传教育中心
- 中央农业干部教育培训中心（农业农村部管理干部学院、中国共产党农业农村部党校）
- 农业农村部人力资源开发中心、中国农学会
- 农业农村部农村经济研究中心
- 农业农村部信息中心
- 农业农村部农产品质量安全中心（农业农村部优质农产品开发服务中心）
- 中国绿色食品发展中心
- 农业农村部规划设计研究院
- 中国乡村振兴发展中心
- 农业农村部大数据发展中心
- 农业农村部工程建设服务中心
- 农业农村部财会服务中心、中华农业科教基金会
- 农业农村部对外经济合作中心（中国－欧洲联盟农业技术中心）
- 农业农村部农业贸易促进中心（中国国际贸易促进委员会农业行业分会、中国国际商会农业行业商会）
- 中国国际减贫中心
- 农业农村部国际交流服务中心
- 中央农业广播电视学校（农业农村部农民科技教育培训中心）、中国农民体育协会
- 农业农村部科技发展中心
- 农业农村部农业生态与资源保护总站
- 中国农村技术开发中心
- 全国农业技术推广服务中心
- 农业农村部农药检定所（国际食品法典农药残留委员会秘书处）
- 农业农村部耕地质量监测保护中心
- 农业农村部农业机械化总站
- 全国畜牧总站（中国饲料工业协会）
- 中国动物疫病预防控制中心（农业农村部屠宰技术中心）
- 中国兽医药品监察所（农业农村部兽药评审中心）
- 中国动物卫生与流行病学中心
- 中国农垦经济发展中心（农业农村部南亚热带作物中心）
- 农业农村部农村社会事业发展中心（农业农村部乡镇企业发展中心）
- 农业农村部乡村振兴监测中心
- 全国水产技术推广总站、中国水产学会
- 农业农村部渔政保障中心

### 直属企业单位
- 广东省农垦集团公司（广东省农垦总局）[註 2]
- 中国农业出版社有限公司
- 中国农业科学技术出版社有限公司

### 主管社会团体
- 中国农学会
- 中国水产学会
- 中国农民体育协会
- 中国农业机械化协会
- 中国乡村发展基金会
- 中国乡村发展协会
- 中国老区建设促进会
- 友成企业家乡村发展基金会
- 中国乡村发展志愿服务促进会

## 历任领导
中华人民共和国农业部（1954年至1970年）
| 部长 - 廖鲁言（1954年9月29日－1970年6月22日） | 党组书记 党组副书记 党组成员 |

| 党组书记，副部长，代理部长 - 江一真（1964年9月－1966年5月） |

中华人民共和国农业部（1979年至1982年）
| 部长 - 霍士廉（1979年2月23日－1981年3月6日） - 林乎加（1981年3月6日－1982年） 副部长 | 党组书记 党组副书记 党组成员 |

中华人民共和国农业部（1988年至2018年）
| 部长 - 何康（1988年－1990年6月28日） - 刘中一（1990年6月28日－1993年3月29日） - 刘江（1993年3月29日－1998年3月18日） - 陈耀邦（1998年3月18日－2001年8月31日） - 杜青林（2001年8月31日－2006年12月29日） - 孙政才（2006年12月29日－2009年12月26日） - 韩长赋（2009年12月26日－2018年3月） 副部长 …… - 李家洋（2011年－2016年12月，兼中国农业科学院院长） - 叶贞琴（2017年－2018年1月） - 张桃林（2008年8月－2018年3月） - 余欣荣（2012年3月－2018年3月） - 于康震（2013年6月－2018年3月） - 屈冬玉（2015年6月－2018年3月） 国家首席兽医师（官） - 于康震（2008年9月－2015年2月，2013年6月起为副部长兼） - 张仲秋（2015年2月－2018年3月） 农业部总农艺师 - 孙中华（2013年12月－2017年11月） - 马爱国（2018年2月－2018年3月） 农业部总畜牧师 - 王智才（2015年6月－2016年12月） - 马爱国（2016年12月－2018年2月） 农业部总经济师 - 杨绍品（2009年4月－？） - 毕美家（2012年8月－2015年12月，2012年9月起兼办公厅主任） - 张合成（2017年9月－2018年3月） | 党组书记 - 刘中一（1990年6月－1993年3月） - 刘江（1993年3月－1998年3月） - 陈耀邦（1998年3月－2001年8月） - 杜青林（2001年8月－2006年11月） - 孙政才（2006年11月－2009年11月） - 韩长赋（2009年11月－2018年3月） 党组副书记 - 余欣荣（2012年3月－2018年3月） 党组成员 …… - 李家洋（2011年－2016年12月） - 于康震（2013年6月－2018年3月） - 杨绍品（2013年7月－？） - 屈冬玉（2015年6月－2018年3月） - 毕美家（2015年12月－？，兼人事劳动司司长） - 唐华俊（2016年12月－2018年3月，中国农业科学院院长） - 宋建朝（？－2017年9月，驻部纪检组组长；2017年10月－2018年3月） - 吴清海（2017年9月－2018年3月，驻部纪检组组长） - 叶贞琴（2017年－2017年，兼办公厅主任；2017年－2018年1月） |

中华人民共和国农业农村部（2018年至今）
| 部长 - 韩长赋（2018年3月19日—2020年12月26日） - 唐仁健（2020年12月26日—2024年9月13日） - 韩俊（2024年9月13日－） 副部长 - 余欣荣（2018年3月－2020年2月） - 韩俊（2018年3月－2020年12月） - 张桃林（2018年3月－2022年11月24日） - 屈冬玉（2018年3月－2019年7月） - 于康震（2018年3月－2021年5月） - 刘焕鑫（2020年1月－2021年11月；2023年6月－2023年8月） - 马有祥（2021年5月－2024年11月） - 邓小刚（2021年10月－2024年10月） - 张兴旺（2022年8月－） - 吴宏耀（2023年6月－2025年3月） - 张治礼（2024年11月－） - 麦尔丹·木盖提（2024年11月－） - 江文胜（2025年3月－） | 党组书记 - 韩长赋（2018年3月－2020年12月） - 唐仁健（2020年12月－2024年6月） - 韩俊（2024年6月－） 党组副书记 - 余欣荣（2018年3月－2020年2月） - 韩俊（2018年3月－2020年12月） - 刘焕鑫（2021年4月－2021年11月） 党组成员 |

## 驻部纪检监察组
中央纪律检查委员会国家监察委员会驻农业农村部纪检监察组，简称中央纪委国家监委驻农业农村部纪检监察组，是中国共产党中央纪律检查委员会、中华人民共和国国家监察委员会设在农业农村部的派驻机构。

### 沿革
1998年，成立中央纪委驻农业部纪检组（监察部驻农业部监察局），是中央纪委监察部派驻机构。2014年12月，中共中央制定出台《关于加强中央纪委派驻机构建设的意见》，为派驻全覆盖确定了时间表和路线图。2015年中共中央《关于全面落实中央纪委向中央一级党和国家机关派驻纪检机构的方案》（中办发〔2015〕55号）撤销监察部驻各单位监察局，中央纪委驻各单位纪检组为对外工作联络的唯一名称，中共中央批准中央纪委对139家中央一级党和国家机关派驻纪检机构全覆盖，共设置47家派驻机构，其中20家为单独派驻机构，27家综合派驻机构负责监督119家单位。中央纪委驻农业部纪检组负责综合监督农业部、国家林业局、中国气象局、国务院扶贫办4家单位。改革前，中央纪委驻农业部纪检组设6个室：办公室（负责综合事务运转和干部人事等工作）、第一纪检室（负责信访举报、案件审理和案件管理等工作）、第二纪检室（负责联系农业部）、第三纪检室（负责联系国家林业局）、第四纪检室（负责联系中国气象局）、第五纪检室（负责联系国务院扶贫办；负责干部监督等工作）。
2018年深化党和国家机构改革及《中华人民共和国监察法》施行后，调整组建中央纪律检查委员会国家监察委员会驻农业农村部纪检监察组，综合派驻农业农村部、国家乡村振兴局、中国气象局3家单位。

### 历任领导
| 组长 - 宋树友（1994年1月－1998年4月） - 夏文义（1998年－2004年） - 朱保成（2004年12月－2014年6月） - 宋建朝（2014年6月－2017年9月） - 吴清海（2017年9月－） 副组长 - 杨桂贞（？－？，副组长兼监察局局长） - 董涵英（？－2015年，副组长兼监察局局长） - 蔡晓（2015年－2016年，副组长兼监察局局长） - 刘柏林（？－2018年3月） - 王会杰（？－2018年3月） | 正局级纪律检查员 副局级纪律检查员 |